# Városmajori Színházi Szemle
A Városmajori Színházi Szemle 2013 óta minden nyár elején megrendezésre kerülő színházi fesztivál a Budapesti Nyári Fesztiválon belül, melyet a Városmajori Szabadtéri Színpadon tartanak meg. A rendezvényre válogatás során kerülnek be a vidéki színházak előadásai, melyeket öt kategóriában díjaz a szakmai zsűri. 2014 óta közönség-zsűri is díjazza a produkciókat. A díjakat a Budapesti Nyári Fesztivál záróeseményeként adják át. A díjazottak pénzdíjban részesülnek, valamint az Ajka Kristály egyedi, gravírozott ólomüveg vázáját és emléklapot kapnak ajándékba.

## A szemle válogatói
- 2014: Karsai György (színháztörténész, kritikus, egyetemi tanár), Pécsi Júlia (producer, a KÉK Művészügynökség ügyvezetője), Nagyszentpéteri Miklós (az Operaház magántáncosa)
- 2015: Jászay Tamás (kritikus), Miklós Melánia (a Szabad Tér Színház sajtófőnöke, kritikus)
- 2016: Karsai György (színháztörténész, kritikus, egyetemi tanár), Miklós Melánia (a Szabad Tér Színház sajtófőnöke, kritikus

## A szemle zsűrije
- 2013: Nagyné Varga Melinda, Pécsi Júlia, Karsai György, Nagyszentpéteri Miklós, Ács Viktória
- 2014: Keszthelyi Kinga dramaturg, Szalay Marianna színművész, Bán Teodóra, a Szabad Tér Színház igazgatója
- 2015: Hűvösvölgyi Ildikó, Böhm György, Karinthy Márton, Bán Teodóra
- 2016: Györgyi Anna, Dömötör Tamás, Sándor L. István, Bán Teodóra
- 2017: Ullmann Mónika, Kozma András, Oberfrank Pál, Bán Teodóra
- 2018: Szinetár Miklós, Bagossy László, Deres Péter, Bán Teodóra
- 2019: Nagy-Kálózy Eszter, Tenki Réka, Miklós Melánia, Bán Teodóra

## Versenyprogram

### 2014
| Színház                             | Előadás      | Rendező          | Szereplők |
| ----------------------------------- | ------------ | ---------------- | --- |
| Pécsi Nemzeti Színház               | 39 lépcsőfok | Horgas Ádám      | Széll Horváth Lajos, Darabont Mikold, Köles Ferenc, Mikola Gergő |
| Veszprémi Petőfi Színház            | Adáshiba     | Tordy Géza       | Eperjes Károly, Esztergályos Cecília, Darabont Mikold, Chajnóczki Balázs, Trokán Anna, Habóczki Máté, Ticz András, Oberfrank Pál, Reviczky Gábor |
| Miskolci Nemzeti Színház            | A tanítónő   | Rusznyák Gábor   | Lovas Rozi, Szőcs Artur, Bősze György, Kocsis Pál, Pásztor Pál, Gyuriska János, Harsányi Attila, Szegedi Dezső, Nádasy Erika, Kincses Károly, Szabó Irén, Cservenák Vilmos, Ódor Kristóf, Dénes Viktor, Salat Lehel, Märcz Fruzsina |
| Weöres Sándor Színház               | Cudar világ  | Czukor Balázs    | Kelemen Zoltán, Bálint Éva, Sodró Eliza, Kőmíves Csongor, Kolnai Kovács Gergely, Alberti Zsófia, Kristóf Roland, Budai Dávid, Vlahovics Edit, Horváth Ákos |
| Móricz Zsigmond Színház             | János király | Keresztes Attila | Petneházy Attila, Kameniczky László, Derzsi Enikő, Éry-Kovács Zsanna, Széles Zita, Petneházy Bence, Gégényi Dániel, Illyés Ákos, Pregitzer Fruzsina, Vizkeleti Zsolt, Vicei Zsolt, Horváth Sebestyén Sándor, Nagyidai Gergő, Koblicska Kálmán, Egger Géza, Lakatos Máté, Mátrai Lukács Sándor, Bánhidi Krisztián, Budai Norbert, Bárány Frigyes |
| Újvidéki Színház                    | Opera Ultima | Kokan Mladenović | Szabó Eduárd, Sirmer Zoltán, Elor Emina, Balázs Áron, Pongó Gábor, Szilágyi Ágota, Banka Lívia, Giricz Attila, Kőrösi István, Crnkovity Gabriella |
| Csiky Gergely Állami Magyar Színház | Parasztopera | Szikszai Rémusz  | Kiss Attila, Tokai Andrea, Balázs Attila, Szikszai Rémusz, Lőrincz Rita, Tasnádi-Sáhy Noémi, Éder Enikő, Kocsárdi Levente, Aszalos Géza, Molnos András, Mátyás Zsolt Imre |
| Jászai Mari Színház                 | Rokonok      | Hargitai Iván    | Crespo Rodrigo, Bakonyi Csilla, Major Melinda, Végh Péter, Mihályfi Balázs, Rancsó Dezső, Tóth Rita, Áts Gyula, Lass Bea, Maday Gábor, Varga Zoltán, Schruff Milán, Honti György, Maróti Attila, Kaprielián Alexa, Varga Szilvia, Kovács Olivér                                                                                                 |

### 2015
| Színház                   | Előadás                | Rendező        | Szereplők |
| ------------------------- | ---------------------- | -------------- | --- |
| Weöres Sándor Színház     | Vitéz Mihály           | Béres Attila   | Bajomi Nagy György, Csonka Szilvia, Szerémi Zoltán, Mertz Tibor, Németh Judit, Szabó Tibor, Kálmánchelyi Zoltán, Matusek Attila, Jámbor Nándor, Balogh János, Horváth Ákos, Hartai Petra, Kelemen Zoltán, Vass Szilárd, Endrődy Krisztián, Edvi Henrietta, Fekete Linda, Vlahovics Edit, Avass Attila, Szabó Róbert Endre |
| Miskolci Nemzeti Színház  | Tóték                  | Béres Attila   | Görög László, Szatmári György, Nádasy Erika, Czakó Julianna, Molnár Sándor Tamás, Kokics Péter, Märcz Fruzsina |
| Békéscsabai Jókai Színház | Bernarda Alba háza     | Béres László   | Kovács Edit, Nagy Erika, Vadász Gábor, Komáromi Anett, Kara Tünde, Fehér Tímea, Tatár Bianka, Liszi Melinda, Tarsoly Krisztina |
| Csiky Gergely Színház     | Magyar Elektra         | Horváth Csaba  | Szula László, Mohácsi Norbert, Takács Katalin, Mészáros Sára, Érsek-Obádovics Mercédesz, Nagy Norbert, Kovács Zsolt |
| Csíki Játékszín           | Édes Anna              | Lendvai Zoltán | Czikó Juliánna, Veress Albert, Bartalis Gabriella, Bende Sándor, Keresztes Szabolcs, Bilibók Attila, Dálnoky Csilla, Fekete Bernadetta, Lőrincz András Ernő, Majoros Erika Rozália, Pap Tibor, Kosztándi Zsolt, Bokor Andrea, Szabó Enikő, Puskás László, Ráduly Beáta, Vass Csaba, Zsigmond Éva Beáta                    |
| Győri Nemzeti Színház     | Figaro házassága       | Erdeős Anna    | Csankó Zoltán, Agócs Judit, Járai Máté, Mihályi Orsolya, Molnár Zsolt, Mézes Violetta, Maszlay István, Áts Gyula, Sík Frida, Posonyi Takács László, Menczel Andrea, Koppány Zoltán |
| Csokonai Nemzeti Színház  | Istent a falra festeni | Mészáros Tibor | Bakota Árpád, Ráckevei Anna, Vranyecz Artúr, Szakács Hajnalka, Kiss Gergely Máté, Varga Klári, Mercs János, Krajcsi Nikolett, Pál Hunor, Majzik Edit, Bicskei István, Sőtér István, Kacsur Andrea, Sárközi-Nagy Ilona, Papp István, Szűcs Kata                                                                            |